# Jard-sur-Mer

Jard-sur-Mer este o comună în departamentul Vendée, Franța. În 2009 avea o populație de 2,497 de locuitori.